# 우타시나이시
우타시나이시(일본어: 歌志内市)는 일본 홋카이도 소라치 종합진흥국 관내 중부에 있는 시이다. 시명인 ‘우타시나이’는 아이누어의 “우타우시나이”(Uta Ushi Nai, 모래가 많이 있는 늪)에서 유래했다.

## 지리
홋카이도 소라치 종합진흥국 관내의 거의 중앙에 위치한다. 서쪽으로 흐르는 이시카와강으로 합류하는 벤케우타시나이강이 시가지를 통과한다. 시가지는 주로 산지나 삼림 지대로 구성되어 있다. 동쪽은 아시베쓰시, 서쪽은 스나가와시, 남쪽은 소라치군 가미스나가와정, 북쪽은 아카비라시와 접한다.

## 역사
- 1897년 - 우타시나이촌(현 우타시나이시·아카비라시·아시베쓰시)이 나에촌(현 스나가와시)에서 분립했다.
- 1900년 - 아시베쓰촌(현 아시베쓰시)가 분립했다.
- 1922년 - 아카비라촌(현 아카비라시)가 분립했다.
- 1940년 - 정으로 승격해 우타시나이정이 되었다.
- 1958년 - 시로 승격해 우타시나이시가 되었다.

## 인구
일찍이 석탄 산업으로 발전하여 1950년대에는 인구가 46,000명에 달하였지만, 이후 석탄 산업의 쇠퇴에 따라 인구가 감소하여 2020년 4월 30일 기준 인구가 3,088명으로 일본에서 가장 인구가 적은 시이다.
| 연도 | 인구   | ±%     |
| ---- | ------ | ------ |
| 1950 | 40,954 | —      |
| 1960 | 38,002 | −7.2%  |
| 1970 | 19,334 | −49.1% |
| 1980 | 10,178 | −47.4% |
| 1990 | 8,279  | −18.7% |
| 2000 | 5,941  | −28.2% |
| 2010 | 4,387  | −26.2% |
| 2020 | 3,019  | −31.2% |

## 자매 도시
- 후쿠오카현 야먀다시 - 자매 도시 제휴를 맺고 있었지만, 2006년 3월 27일 야마다시가 가호군의 3개 정과 합병하여 가마시가 되면서 현재는 자매 도시가 없다.